# Jogesh Pati
Jogesh Chandra Pati (Orissa, 3 de abril de 1937) é um físico teórico estadunidense nascido na Índia.